# Svršata Mala
Koordinati:   43°51′30″N, 15°17′10″E
Svršata Mala je majhen nenaseljen otoček v Jadranskem morju. Pripada Hrvaški.
Svršata Mala leži v Narodnem parku Kornati med otokoma Žut in Kornat, okoli 0,4 km vzhodno od otočka Svršata Velika. Površina otočka meri 0,015 km². Dolžina obalnega pasu je 0,47 km. Najvišji vrh na otočku doseže višino 18 mnm.